# 熊渕卓
熊渕 卓（くまぶち すぐる、1988年11月11日 - ）は、日本の男性俳優、声優。
血液型はB型。趣味はバスケットボール。
5歳で劇団に入団し子役としてドラマ等に出演していた。
2008年、演劇ユニット・アクサル（Axle）に所属。2009年にアクサルを退団する。

## 出演作品

### テレビアニメ
- 新テニスの王子様（一氏ユウジ）

### OVA
- テニスの王子様 Original Video Animation 全国大会篇（一氏ユウジ）
- テニスの王子様 Original Video Animation ANOTHER STORY 〜過去と未来のメッセージ（一氏ユウジ）
- テニスの王子様 Original Video Animation ANOTHER STORYII 〜アノトキノボクラ（一氏ユウジ）

### 音楽CD
テニスの王子様関連
- THE BEST OF RIVAL PLAYERS XXXII / 「鉄板ソング」（金色小春&一氏ユウジ）
- 「恋瞬－こ・い・ま・ば・た・きー」（一氏ユウジ）
- 「Ｍｏｒｅ鉄板ソング」（金色小春&一氏ユウジ）
- THE PRINCE OF TENNIS Ⅱ　SHITENHOJI SUPER STARS / ｢笑顔クエスト｣（一氏ユウジ）

### DVD
- テニプリフェスタ2009（一氏ユウジ）
- テニプリフェスタ2011 in 武道館（一氏ユウジ）
- テニプリフェスタ2013（一氏ユウジ）
- テニプリフェスタ2016（一氏ユウジ）

### ドラマ
- がんばれ まあちゃん （1995年) - まあちゃん役
- びんぼう同心御用帳 (1998年8月 第六話）
- ふしぎな話 「ゴーストティーチャー」（2000年8月) - 南川涼太役
- 浪花少年探偵団（2000年10月) - 中西雄太役
- 君のままで (2000年12月-2001年2月) - 鈴木慎一役
- 新ズッコケ三人組 (2002年 第6話・7話)

### 舞台
- アクサル第8回公演「WILD ADAPTER」 - 新木役